# René Libeer
René Libeer   (Roubaix, 28 de novembre de 1934 - Roubaix, 12 de novembre de 2006) va ser un boxejador francès que va competir durant les dècades de 1950 i 1960.
El 1956 va prendre part en els Jocs Olímpics d'Estiu de Melbourne, on va guanyar la medalla de bronze en la categoria del pes mosca del programa de boxa. En semifinals va perdre contra el britànic Terence Spinks. En el seu palmarès amateur també destaca una medalles de bronze al Campionat d'Europa de 1957.
El 1958 passà al professionalisme, on disputà 39 combats. El 1965 va guanyar el títol europeu vacant contra Paul Chervet. Després de defensar-lo tres vegades, va perdre el títol el 1967 davant Fernando Atzori. El mateix any es va retirar de la boxa.